# بولاخ تپه
بولاخ تپه در شهرستان کمیجان، بخش میلاجرد، دهستان خسروبیگ، روستای عاصم آباد واقع شده و این اثر در تاریخ ۱۸ اسفند ۱۳۸۷ با شمارهٔ ثبت ۲۵۰۶۶ به‌عنوان یکی از آثار ملی ایران به ثبت رسیده است.